# Jacinto Estivao
Jacinto Estivao (Buenos Aires, 1809 - Montevideo, 1846) fue un militar argentino, que participó en las guerras civiles de ese país y en la Guerra Grande en Uruguay.

## Biografía
Hijo de un comerciante portugués, fue oficial de un buque de la escuadra de Guillermo Brown durante la Guerra del Brasil.
En 1828 pasó al ejército de línea, sirviendo a órdenes de Juan Manuel de Rosas en la guerra contra los líderes unitarios Lavalle y Paz. En 1833 participó en la defensa del gobernador Juan Ramón Balcarce contra la Revolución de los Restauradores; la derrota causó su huida al Uruguay.
Fue oficial del ejército uruguayo durante la presidencia de Fructuoso Rivera y en 1836 se unió a las fuerzas de éste contra el presidente Manuel Oribe. Luchó en las batallas de Carpintería y Palmar. En 1839 participó en la Batalla de Cagancha, dos años después en la derrota de Arroyo Grande.
Durante varios meses posteriores a la batalla logró mantener una pequeña división en campaña contra el avance de Oribe, distrayendo parte de las fuerzas de éste. Unido al coronel Venancio Flores obtuvo una victoria sobre Crispín Velázquez cerca de Colonia, pero una posterior derrota frente al general Servando Gómez lo obligó a huir a Río Grande.
En 1844, junto a los coroneles Flores y Centurión lograron ingresar a la ciudad de Montevideo con una gran cantidad de vacas, que resultaron muy útiles ante el sitio de la ciudad por las fuerzas de Oribe. Meses después combatió contra el general Ángel Núñez en el Cerro de Montevideo, y fue ascendido a coronel. En el mes de noviembre de ese mismo año, varios jefes colorados contrarios al grupo de Rivera fueron expulsados, entre ellos el general Melchor Pacheco y Obes y el coronel Estivao, que terminaron refugiados en el Brasil.
Cuando Rivera fue derrotado en la Batalla de India Muerta (1845) y exiliado en Brasil, Estivao regresó a Montevideo, donde fue nombrado capitán del puerto. En abril de 1846, por orden del presidente Joaquín Suárez, impidió el desembarco de Rivera, que viajaba de Río de Janeiro a Asunción, como enviado especial del Imperio del Brasil. La reacción violenta de los partidarios de Rivera terminó en un violento motín, que incluyó el asesinato de Estivao. Muerto el más destacado de los defensores de Suárez, éste fue reemplazado por Rivera como presidente.